# Kulltjärnen (Överhogdals socken, Härjedalen, 691174-145464)
Kulltjärnen är en sjö i Härjedalens kommun i Härjedalen och ingår i Ljungans huvudavrinningsområde.